# Civitella Messer Raimondo
Civitella Messer Raimondo község (comune) Olaszország Abruzzo régiójában, Chieti megyében.

## Fekvése
A megye nyugati részén fekszik. Határai: Casoli, Fara San Martino, Gessopalena, Lama dei Peligni és Palombaro.

## Története
Első írásos említése a 12. századból származik. A következő századokban nemesi birtok volt. Önállóságát a 19. század elején nyerte el, amikor a Nápolyi Királyságban felszámolták a feudalizmust.

## Népessége
A népesség számának alakulása:

## Főbb látnivalói
- Palazzo Baglioni
- Santissimo Salvatore-templom